# Star Wars Jedi: Ocalały
Star Wars Jedi: Ocalały (ang. Star Wars Jedi: Survivor) – komputerowa przygodowa gra akcji wyprodukowana przez studio Respawn Entertainment i wydana przez Electronic Arts wraz z Lucasfilm Games na platformach Microsoft Windows, PlayStation 5 i Xbox Series X/S 28 kwietnia 2023, a także 17 września 2024 na PlayStation 4 i Xbox One.

## Opis
Star Wars Jedi: Ocalały jest to osadzona w świecie Gwiezdnych wojen druga gra z serii Jedi. Ocalały jest bezpośrednią kontynuacją gry Star Wars Jedi: Upadły zakon z 2019. Akcja Ocalałego rozgrywa się pomiędzy trzecią a czwartą częścią filmowej sagi Gwiezdnych wojen; na pięć lat po wydarzeniach przedstawionych w Upadłym zakonie. Gra ukazuje dalszą historię głównego protagonisty poprzedniej części gry – Cala Kestisa – jednego z ocalałych Jedi z zainicjowanej przez Imperatora Palpatine’a wielkiej czystki Jedi.

## Produkcja
Po sukcesie stworzonej przez studio Respawn Entertainment gry Star Wars Jedi: Upadły zakon studio Respawn rozpoczęło pracę nad kontynuacją. W styczniu 2022 oficjalnie potwierdzono, że trwa produkcja sequela, za którego reżyserię ma odpowiadać Stig Asmussen – reżyser Upadłego zakonu, znany uprzednio także z pracy przy serii God of War dla Santa Monica Studio. W przeciwieństwie do pierwszej części gry wydawcą kontynuacji, oprócz Electronic Arts jest również licencjodawca LucasArts, który w 2021 wznowił działalność jako Lucasfilm Games. 27 maja 2022 opublikowano pierwszy zwiastun gry, w którym ujawniono oficjalny tytuł produkcji – Star Wars Jedi: Ocalały. Podano również wówczas, że gra trafi na platformy Microsoft Windows, PlayStation 5 oraz Xbox Series X/S w 2023 roku. W kolejnym zwiastunie ujawniono, że gra zostanie opublikowana 17 marca 2023, jednakże data premiery ostatecznie została przesunięta o sześć tygodni, na 28 kwietnia w celu dopracowania gry.

## Odbiór
Gra spotkała się z generalnie pozytywnym przyjęciem recenzentów, którzy chwalili fabułę, bohaterów, muzykę i rozgrywkę. Krytyka spadła jednakże na problemy z wydajnością i stabilnością gry w wersji na PC. Na agregatorze Metacritic średnia ocen z 26 recenzji wersji na PC wyniosła 78/100, w wersji na PlayStation 5 85/100 z 121 recenzji, natomiast wersja na Xbox Series X/S uzyskała średnią 84/100 na podstawie 17 recenzji. Gra pobiła też sukces komercyjny swojego poprzednika z okresu pierwszych dni sprzedaży, osiągając wynik o 30% wyższy niż pierwsza część gry. Produkcja stała się ponadto najlepiej sprzedającą się grą kwietnia 2023 w przeciągu zaledwie dwóch dni. Ocalały otrzymał też dwie nominacje do nagrody The Game Awards w 2023 roku – w kategoriach „najlepsza przygodowa gra akcji” oraz „najlepszy występ aktorski” (Cameron Monaghan jako Cal Kestis).